# Дмитриева, Елизавета Лукинична
Елизавета Лукинична Дмитриева (фр. Elisabeth Dmitrieff, настоящее имя — Елизавета Лукинична Томановская, в девичестве Кушелева, 1 ноября 1851, Волок — 1910 или 1918?) — русская революционерка, одна из основателей русской секции I Интернационала, участница Парижской коммуны и основательница Женского союза вместе с Натали Лемель.

## Биография
Елизавета Лукинична была незаконнорождённой дочерью помещика Луки Ивановича Кушелева и сестры милосердия Натальи Троскевич. Получила домашнее образование, в юном возрасте познакомилась с произведениями Н.Г. Чернышевского. Желая получить высшее образование, вступила в фиктивный брак с Михаилом Николаевичем Томановским, который был братом мужа ее сестры, и в 1868 году под фамилией мужа уехала в Женеву. 
В 1869 году стала одной из основательниц Русской секции I Интернационала, в декабре 1870 года приехала в Лондон, где общалась с К. Марксом и его дочерьми.
28 марта 1871 года выехала в Париж, где вела активную деятельность под псевдонимом «Дмитриева», поддерживая Парижскую коммуну и являясь одним из корреспондентов Генерального совета Интернационала. 11 апреля 1871 вместе с Натали Лемель организовала Союз женщин для защиты Парижа и помощи раненым. Принимала участие в работе общегородской Комиссии по обследованию и организации труда, созданной для ликвидации безработицы в рамках реализации декрета от 16 апреля о брошенных и бездействующих мастерских. Командовала женским батальоном, участвовала в уличных боях во время «кровавой недели».
После краха Парижской коммуны Дмитриева возвращается в Женеву, а затем в Россию, оставаясь незамеченной для полицейского надзора благодаря своему псевдониму. На родине она отходит от политической деятельности и выходит второй раз замуж за И. М. Давыдовского. Вскоре его осуждают за мошенничество. После суда в 1878 году Елизавета Лукинична отправилась за супругом в Красноярский край. После амнистии Давыдовского в 1905 году вернулась в Москву, где и провела остаток жизни.

## В художественной литературе
- Акунин, Борис. Русский в Англии. Самоучитель по беллетристике.. — Альпина Паблишер, 2022. — ISBN 978-5-9614-7368-1.